# Canzone (Lucio Dalla)
Canzone è un brano musicale di Lucio Dalla, pubblicato in Italia nel 1996 in formato EP.

## Descrizione
Il brano venne scritto insieme a Samuele Bersani  e pubblicato il 5 agosto 1996. È il primo estratto dal 23º album, Canzoni, uscito successivamente il 5 settembre 1996. Dalla lo presentò in varie trasmissioni televisive e nei concerti dal vivo. Il videoclip ufficiale fu girato nel centro storico di Napoli ed è caratterizzato dal fatto che Dalla compare solamente sullo schermo di alcuni mini televisori LCD mostrati dalle comparse presenti nel video. 
Il brano venne eseguito dallo stesso Dalla nel suo concerto del 2005 a Tindari Tu non mi basti mai - Live in Tindari.
Nel 2010 Dalla esegue il brano in tour con Francesco De Gregori e lo inserisce nell'album dal vivo Work in Progress. Il 30 maggio 2015, Samuele Bersani, autore del testo della canzone, lo interpreta assieme a Luca Carboni all'Auditorium Parco della Musica di Roma, nel concerto di Bersani Plurale unico e la inserisce nel suo primo album dal vivo La fortuna che abbiamo.
(Samuele Bersani, autore del testo)
Conta più di 39 milioni di riproduzioni su YouTube.

## Tracce
1. Canzone – 3:29 (Samuele Bersani, Lucio Dalla)
2. Henna – 3:59 (Lucio Dalla)
3. Treno – 5:01 (Lucio Dalla)

## Formazione
- Lucio Dalla - voce, cori
- Mauro Malavasi - tastiera, cori, arrangiamento
Produzione
  - Mauro Malavasi – produzione, mixaggio, mastering

## Cover
- Nel 1997 Le Figlie del Vento incidono la cover del brano per l'album Il meglio (D.V. More Record, CDDV6163).
- Nel 2020 Francesco De Gregori e Antonello Venditti incidono la cover del brano.

## Classifiche
| Classifica (1996) | Posizione massima |
| ----------------- | ----------------- |
| Germania          | 79                |
| Italia            | 6                 |
| Svizzera          | 42                |
| Classifica (2012) | Posizione massima |
| Italia            | 16                |

### Classifiche di fine anno
| Classifica (1996) | Posizione |
| ----------------- | --------- |
| Italia            | 60        |